# Jozefien Kiekeboe
Jozefien Kiekeboe, beter bekend als "Moemoe", is een personage uit de stripserie De Kiekeboes. Ze is de moeder van Marcel Kiekeboe, de weduwe van Oscar Kiekeboe en schoonzus van Oscars broer Vital. Ze maakt haar debuut in het album Meesterwerken bij de vleet. (1981)

## Ontstaan
Moemoe's bijnaam en uiterlijk werden geïnspireerd door Merho's eigen grootmoeder.

## Personage
Moemoe is een vrij bemoeizuchtig en opdringerig persoon. Ze verwijt Marcel en zijn familie geregeld dat ze haar niet genoeg komen bezoeken of niet voldoende voor haar doen of naar haar luisteren. Ze is ook eigenzinnig en opportunistisch. Aan het begin van het verhaal kan ze bijvoorbeeld een bepaalde mening militant verdedigen, om dan enkele pagina's later exact het tegenovergestelde te beweren. Dat de inspanningen die de andere personages voor haar hebben gedaan hierdoor overbodig of onbelangrijk zijn geworden, schijnt haar niet te deren of te interesseren.
Ze hecht ook belang aan status. Als ze in De wraak van Dédé verneemt dat Fanny verloofd is met een student rechten hecht ze er enorm veel belang aan. Marcel Kiekeboe krijgt voortdurend verwijten over alles wat hij volgens haar verkeerd doet.
Moemoe is ook erg actief voor haar leeftijd. In De zoete regen presenteert ze samen met enkele andere senioren de illegale radiozender "Radio Moemoe". In De bende van Moemoe begint ze met twee senioren een bende die bontjassen berooft, maar weet zich via het proces te ontpoppen als een anti-bontactiviste. In Het lot van Charlotte heeft ze een relatie met Fanny’s lief, Don Juan de Casanova. In De onweerstaanbare man gaat ze naar de mannelijke strippers "De Casanova's" kijken.
Moemoe's beste vriendin is Mevrouw Stokvis. Ze is altijd vol lof over haar (ook al verschijnt ze nooit in beeld), maar ook erg jaloers en probeert haar voortdurend de loef af te steken.